# کیت لیندر
 کیت لیندر (انگلیسی: Kate Linder؛ زادهٔ ۲ نوامبر ۱۹۴۷) یک هنرپیشه اهل ایالات متحده آمریکا است. وی از سال ۱۹۷۳ میلادی تاکنون مشغول فعالیت بوده‌است.
او در فیلم پاک‌شده بازی کرده است.